# Andreja Hočevar

Predava na Oddelku za pedagogiko in andragogiko Filozofske fakultete Univerze v Ljubljani.